# Macskák könyve
A Macskák könyve (angolul: Old Possum’s Book of Practical Cats) T. S. Eliot könnyed verseskötete a macskák pszichológiájáról és szociológiájáról. Eredetileg a Faber and Faber gondozásában jelent meg, a Macskák című musical alapja.
A verseket Eliot az 1930-as években írta levelekben keresztgyermekeinek, „Old Possum” írói néven. Összegyűjtve 1939-ben jelentek meg a költő borítóillusztrációival, majd 1940-ben újra kiadták Nicolas Bentley illusztrációival. Később a kötethez Edward Gorey (1982) és Axel Scheffler (2009) is készített illusztrációkat.
Magyarországon a Móra Ferenc Könyvkiadó gondozásában jelent meg 1972-ben Nemes Nagy Ágnes, Tandori Dezső, Tellér Gyula, Tótfalusi István és Weöres Sándor fordításában, Szántó Piroska rajzaival. Ebben a fordításban 2011-ben jelent meg újra, Mácsai Pál tolmácsolásában hangoskönyvként (ISBN 978-963-0966-77-1). 1983-ban, a musicalváltozat magyar bemutatójához Romhányi József készített új fordítást.

## Keletkezése
T. S. Eliot már egy korai, 1915-ös versében, a J. Alfred Prufrock szerelmes énekében macskához hasonlította a St. Louis-i sárga ködöt. Bár számos művében tesz macskákra utalást, csak a harmincas években keresztgyermekeinek (Tom Faber és Alison Tandy) írt, Old Possumként (Vén Oposszum) jegyzett verseinek váltak főszereplőivé. 1931 januárjában kelt, Tomnak címzett levelében már ír egy Jelloryum nevű Lilliecat macskáról, akit le is rajzolt. A levélben azt írta, hogy „szívesen mesélnék a Cus Cusokról is, csakhogy kutyákat nem tudok olyan jól rajzolni, mint macskákat, pedig szeretnék.” Amikor Tom négyéves volt, már a töncsökről és a jégpacsokról is írt. Eliot folyamatosan írta a macskás történeteket, 1936-ban pedig mindkét gyerek megkapta A macska neve címűt. A kötetben megjelentnél sokkal több macskát álmodott meg. A macskák neveinek kitalálásához kikérte barátai és idegenek véleményét is. „A Ladilaki Kandúr”-t Alisonnak küldte el 1936 októberében, míg a következő évben a „Vásottkarom és Enyvestalp”-at. 1938 hamvazószerdáján már tervezte a „Csülkecsámpás, a vasúti macska” megírását.
A Faber & Faber az 1936. tavaszi katalógusában beharangozta a Mr Eliot’s book of Pollicle Dogs and Jellicle Cats As Recited to Him by the Man in White Spats (Eliot úr könyve a töncs kutyákról és a jégpacs macskákról, ahogy azt neki a fehér kamáslis férfi elmesélte) című kötetet, Eliotnak azonban gondjai akadtak a koncepcióval. Három évvel később a kiadó bejelentette, hogy a könyv csak macskákról fog szólni, mivel „egyre inkább úgy érezték, hogy udvariatlanság lenne a macskákat egy kalap alatt tárgyalni a kutyákkal.” A kötetet Ralph Hodgson szerette volna illusztrálni, de a kérdéses időszakban Amerikában tartózkodott. A Macskák könyve végül 1939. október 5-én jelent meg 3005 példányban, Eliot rajzaival a borítón. Eliot aggódott a fogadtatás miatt, mivel ez a kötet új közönséghez szólt, ám a könyv sikeressé vált. Az elkövetkező négy évtizedben a kötet megjelent dánul, németül, olaszul, japánul, svédül, magyarul és lengyelül is. Számos töredék kiadatlan maradt.

## Versek
A Macskák könyvében szereplő költemények listája. Az először megadott cím az 1972-es magyar fordításban szereplő, zárójelben az eredeti cím, a magyar fordító és ha a válogatáslemezen szerepel, a Romhányi-féle musicalfordításban használt cím. Ahol a verscímből nem derül ki a főszereplő macska neve, jegyzetben szerepel.
- „A macska neve” („The Naming of Cats”, Tótfalusi István fordítása)
- „A vén Gömböc macska” („The Old Gumbie Cat”, Nemes Nagy Ágnes fordítása, „Gimb-Gömb macska”)[* 1]
- „Growltiger’s Last Stand” (a magyar kötetben nem szerepel)
- „A Ladilaki Kandúr” („The Rum Tum Tugger”, Tellér Gyula fordítása, „Micsel Rumli makacs macska”)
- „Dal a Jégpacsokról” („The Song of the Jellicles”, Weöres Sándor fordítása, „Karminca bál”[* 2])
- „Vásottkarom és Enyvestalp” („Mungojerrie and Rumpelteazer”, Tandori Dezső fordítása, „Ben Mickering és Mindlevery”)
- „Vén Szórakaténusz” („Old Deuteronomy”, Nemes Nagy Ágnes fordítása, „Mister Old Csendbelenn”)
- „A pincsek és a töncsök iszonyú csatájáról, némi híradás továbbá a mopszok és a spiccek részvételéről e csatában, nemkülönben a Nagy Bulimacska közbelépéséről” („Of The Awefull Battle Of The Pekes And The Pollicles Together With Some Account Of The Participation Of the Pugs and the Poms, And The Intervention Of The Great Rumpuscat”, Tandori Dezső fordítása)[* 3]
- „Csiribícsiribá” („Mr. Mistoffelees”, Tellér Gyula fordítása, „Mister Mefisztulész, a varázsló macska”)
- „Makár Viki, a titokzatos macska” („Macavity: The Mystery Cat”, Nemes Nagy Ágnes fordítása, „Szem Mitsegél”[* 4])
- „Gusz, a színházi macska” („Gus: The Theatre Cat”, Weöres Sándor fordítása, „Színházi macska”)[* 5]
- „Bustopher Jones: The Cat about Town” (a magyar kötetben nem szerepel)[* 6]
- „Csülkecsámpás, a vasúti macska” („Skimbleshanks: The Railway Cat”, Tótfalusi István fordítása, „Elvisz Trén”)
- „A macska megszólítása” („The Ad-dressing of Cats”, Tótfalusi István fordítása, „Csendbelenn szólója”)
- „Cat Morgan Introduces Himself” (1952-ben került a verseskötetbe)

## Adaptációk
Alan Rawsthorne angol zeneszerző 1954-ben hat vershez szerzett nagyzenekarra kísérőzenét Practical Cats címen. Nem sokkal később ebből felvétel is készült Robert Donat színész felolvasásával. Egy évvel korábban egy másik angol zeneszerző, Humphrey Searle is szerzett kísérőzenét két vershez fuvolára, piccolóra, csellóra és gitárra. A Two Practical Cats Makár Viki és Growltiger verseit tartalmazza.
A versek legismertebb zenés feldolgozása valószínűleg Andrew Lloyd Webber színpadi musicalje, a Macskák. A musical a londoni West Enden mutatkozott be 1981-ben, amit az 1982-es broadwayi és az 1983-as budapesti premier követett. A Broadway történetének leghosszabb ideig futó darabja volt, míg Webber egy másik musicalje, Az Operaház Fantomja meg nem előzte. Az eredeti magyar produkció 2008-ban 25. évfordulóját ünnepelte, a leghosszabb ideje futó magyarországi színházi produkció. Webber a kötetben szereplő verseken túl a darab Eliot meg nem jelent vázlatait is felhasználta, így több új szereplő is bemutatkozik, akik közül a legnevezetesebb Grizabella.

## A tömegkultúrában
- A Mungo Jerry brit popegyüttes elnevezését az egyik szereplőből merítette.
- A Logan futása című filmben Logan és Jessica az Amerikai Egyesült Államok Szenátusa épületében találkozik egy idős emberrel, akinek sok macskája van. A macskáknak „A macska neve” című versnek megfelelően három neve van: egy köznapi, egy büszkébb és egy, amit csak a macska tud. Később az idős ember egy konkrét macskára is utal, akit Gusnak hívnak, ami az Asparagus rövidítése.

## Magyarul
- Macskák könyve; ford. Nemes Nagy Ágnes et al.; Móra, Bp., 1972
- Versek / Drámák / Macskák könyve; ford. Ferencz Győző et al., jegyz. Takács Ferenc; Európa, Bp., 1986
- Macskák. T. S. Eliot verseinek Andrew Lloyd-Webber musicaljéhez készített változata Romhányi József magyarításában; magánkiadás, Bp., 2013
- Macskák. Oposszum Apó hasznos és mulattató Macskáriuma; ford. Havasi Attila, Varró Dániel; Pagony, Bp., 2019

## Fordítás
- Ez a szócikk részben vagy egészben  az   Old Possum's Book of Practical Cats című angol Wikipédia-szócikk ezen változatának fordításán alapul.  Az eredeti cikk szerkesztőit annak laptörténete sorolja fel. Ez a jelzés csupán a megfogalmazás eredetét és a szerzői jogokat jelzi, nem szolgál a cikkben szereplő információk forrásmegjelöléseként.